# Tétragamie
 (juin 2017).
La Tétragamie est une crise de relation entre l'Église de Constantinople et le pouvoir impérial, au sujet de la vie privée de l'Empereur Léon VI le Sage (886-912) et du nombre de ses mariages successifs. 
La querelle provoque un bras-de-fer entre l'Empereur Léon VI et le Patriarche Nicolas Mystikos, pour ensuite provoquer une division durable au sein même de l’Église orientale. Cette crise au sens large commence à la Noël 906 et se termine en juillet 920 avec le Tome d'Union. Tétragamie signifie littéralement « 4 mariages ». En effet, le premier souci de Léon VI est de s'assurer d'avoir une descendance masculine, ce qui le pousse à multiplier des unions très éphémères car ses épouses meurent rapidement sans lui donner de successeur. L'Église byzantine limite à deux les unions possiblement contractables (et seulement en cas de veuvage, les deuxièmes noces devant être accompagnées d'une pénitence), considérant qu'au-delà, les unions sont à rapprocher du péché de fornication. L'Église occidentale, elle, est moins sévère envers les secondes et troisièmes noces. Cette crise est à mettre en relation avec le caractère de dyarchie déséquilibrée de l'Empire romain d'Orient : les deux institutions fondamentales de cette société, le trône impérial et le trône patriarcal, sont alternativement rivaux ou alliés. 
Listes des quatre épouses de Léon VI :
1. Théophanô Martinakia
2. Zoé Tzaoutzina
3. Eudocie Baïana
4. Zoé Carbonopsina

## Les épisodes de la crise
La première union, avec Théophano n'était pas désirée, fruit des volontés du père de Léon VI, Basile Ier. En effet, bien que fort pieuse (sans pour autant être moniale), descendante d'une puissante famille (les Martinakioi), elle était d'un physique assez ingrat. Elle meurt en 897, et sera plus tard canonisée sous le nom de sainte Théophano. La deuxième date de l'époque où Léon VI est devenu empereur : Zoé Zaoutzaina est la fille du principal inspirateur de sa politique législative, mais celle-ci meurt encore une fois rapidement, fin 899. Le troisième mariage, célébré au printemps 900 est très mal vu par le patriarche Antoine II Kauléas (893-901) ce qui lui vaut de se faire détrôner au profit de Nicolas Mystikos en mars 901, ami d'enfance de l'Empereur. Le comportement de Léon VI est extrêmement problématique aux yeux de l’Église d'Orient car c'est Léon VI lui-même en promulguant les Basiliques en 888 puis les Novelles qui avait fait entrer dans le droit civil romain des interdictions déjà formulées en droit canon (notamment lors du concile in Trullo). Attention : le droit canon n'a à Byzance pas d'influence temporelle, aussi longtemps que la personne impériale ne le fait pas entrer dans la sphère du droit civil. 
Léon VI entretient une relation avec Zoé Karbonopsina (littéralement « aux yeux couleur braise ») qui attend un enfant (le futur Constantin VII Porphyrogénète). Léon VI a la prudence de faire accoucher sa concubine dans la Porphyra, une salle du Grand Palais recouverte de pourpre, où accouchent traditionnellement les impératrices régnantes. Le surnom de Constantin VII est une réminiscence de sa naissance mouvementée.  
Léon VI semble avoir obtenu satisfaction et Nicolas Mystikos baptise le nourrisson à Sainte-Sophie le 6 janvier 906. C'est ce que l'on appelle une économie. Elle est octroyée par Nicolas Mystikos. C'est-à-dire un compromis : en contrepartie du baptême de l'enfant, Nicolas Mystikos demande à Léon VI de rompre sa relation avec Zoé, ce qu'il refuse. Il trouve un prêtre complaisant pour célébrer un quatrième mariage peu de temps après le baptême. En rétorsion, Mystikos ferme les portes de Sainte-Sophie à la Noël 906, ainsi qu'à l’Épiphanie 907. C'est le début de la querelle de la Tétragamie. Sur ce point, il semble que par amitié, Nicolas Mystikos était prêt à essayer de trouver un nouveau compromis, mais qu'une frange importante des métropolites était intransigeante sur la question. Cette stratégie en rappelle une autre : celle utilisée par saint Ambroise de Milan au IVe siècle face à l'Empereur Théodose.  
Léon VI choisit d'employer la force et fait déposer Nicolas Mystikos par le Synode permanent (en plein développement au début du Xe siècle) tout en ayant sollicité avant une dispense auprès du pape Serge III. Une dispense est un document de l’Église qui vise à délivrer du péché d'un acte, mais pas à permettre de pécher. Léon VI s'appuie ainsi sur les différences doctrinales entre l’Église d'Orient et l’Église d'Occident pour faire accepter son dernier mariage. Il place ainsi sur le trône patriarcal Euthyme (907-912), homme très pieux, mais politique falot. Après la déposition de Mystikos, le pouvoir impérial semble avoir gagné. Mais tout change à la disparition de Léon VI car sur son lit de mort il décide contre toute attente de rappeler Nicolas Mystikos, décision entérinée par le frère et successeur de l'empereur Léon VI, Alexandre, qui règne brièvement de mai 912 à juin 913. Cependant, le retour de Mystikos ne fait pas l'unanimité et la déposition d'Euthyme est impopulaire auprès de nombre de métropolites et d'évêques orientaux. Euthyme, même déposé, a toujours des partisans et cette fracture entre les partisans de Nicolas et ceux d'Euthyme divise profondément et durablement l’Église d'Orient. Cette crise de rivalité peut être rapprochée de celle qui avait traversé l’Église à la fin du IXe siècle (Rivalité entre Photius et Ignace), et elle ne disparaîtra qu'avec le Tome d'Union de 920.

## De la crise interne à la crise diplomatique
De plus, cette crise interne se transforme en brouille diplomatique avec la papauté. Nicolas Mystikos considère que l'attitude de Serge III (octroi d'une dispense) a contribué à sa déposition et rédige en 912, dès son retour une missive quelque peu épicée au pape Anastase III (successeur de Serge) en justifiant sa conduite pendant la crise et en critiquant l'attitude de son prédécesseur. Anastase choisit de ne tout simplement pas répondre et aucune correspondance n'est échangée entre le patriarcat de Constantinople et Rome. De plus, Mystikos fait rayer le nom d'Anastase des diptyques de Sainte-Sophie. Cette brouille entre Rome et Constantinople n'est pas devenu un schisme à proprement parler mais juste une période de refroidissement des relations diplomatiques entre les deux sièges. Une querelle entre Empereur et Patriarche a généré une division profonde de l’Église d'Orient, et une rupture de relations entre l'Orient et l'Occident. 
La mort d'Alexandre ouvre une période incertaine car Constantin VII n'a que 7 ans, et une régence dirigée par Nicolas Mystikos se met en place, mais affaibli par la rivalité entre Zoé et Nicolas. De plus, l'Empire est menacé par les Bulgares car en 912, Alexandre a suspendu le paiement du tribut que leur payait Byzance. Syméon, chef des Bulgares passe à l'attaque. Zoé parvient à chasser Mystikos du Grand Palais et opte pour une politique offensive et ambitieuse (obtenant quelques succès comme l'avènement d'Asot II sur le trône d'Arménie en 915) mais qui se solde par un désastre militaire à Anchialos en 917. C'est cette même année que décède Euthyme, ce qui n'apaise que partiellement les tensions internes à l’Église d'Orient. C'est dans un contexte de fort affaiblissement de l'Empire que Romain Lécapène (drongaire de la flotte) fait un coup de force en mars 919 et se pose en protecteur du Porphyrogénète. 

## Résolution
Après la mort d'Euthyme et probablement sous l'impulsion de Romain Lécapène, un concile est ouvert et accouche du tome d'Union en juillet 920, proclamant l'unité de l’Église d'Orient, mettant officiellement fin à la division entre les partisans d'Euthyme et ceux de Nicolas Mystikos.
Si la crise de la Tétragamie s'apaise avec la mort d'Euthyme et le Tome d'Union, les relations entre Rome et Constantinople n'ont toujours pas repris et c'est en 921 que Nicolas Mystikos adresse une lettre au nouveau pape Jean X, infiniment plus conciliante que celle de 912. Celle-ci vise à la fois à légitimer a posteriori son comportement puisqu'il demande que la dispense octroyée par Serge soit vue comme illégitime, mais aussi à donner un avantage géostratégique à l'Empire : les Bulgares étaient en relation avec la papauté depuis la fin du IXe siècle et celle-ci exerçait une influence morale certaine sur leur comportement. Mystikos espère ainsi calmer les ambitions bulgares, pour que le pape marque son désaccord avec leur politique de lutte contre l'Empire. Ainsi, renouant avec Rome, Mystikos met fin à la brouille héritée de la Tétragamie, mais sa démarche n'est pas dénuée d'arrière-pensées géopolitiques. Jean X finit par accepter de considérer la dispense comme illégitime (sans pour autant condamner la mémoire de Serge III puisqu'il est mort « dans la paix de l’Église »), mais ne cède pas aux autres propositions de Nicolas Mystikos. Jean X accepte car Byzance reprend réellement la main en Italie du Sud au début du Xe siècle et les Byzantins sont des alliés intéressants pour assurer la sécurité de l'Italie centrale. On peut dire que cet échange apaisé entre les deux sièges est l'épilogue de la crise. 

## Essai d'interprétation
La crise de la Tétragamie est une crise à plusieurs facettes (doctrinale, politique, militaire) et qui implique des tensions à différentes échelles (Empereur contre Patriarche, Trouble interne dans l’Église byzantine, Brouille entre Rome et Constantinople). Elle montre encore une fois à quel point le pouvoir impérial est influent et réussit souvent à imposer ses volontés à un patriarcat affaibli par sa proximité géographique avec le pouvoir impérial. Elle peut aussi illustrer la nature très politique des rapports entre les deux chrétientés, même si elles ne sont pas encore séparées comme après le XIe siècle. Si cette brouille n'a rien d'un schisme comme le Schisme qui avait séparé Orient et Occident lors de l'avènement de Photius, elle s'intègre dans un processus lent d'éloignement que la crise de 1054 puis le Sac de Constantinople de 1204 vont à terme rendre irréversible.